# گمینا وووشاکوویتسه
گمینا وووشاکوویتسه (به لهستانی:  Gmina Włoszakowice) یک گمینا در لهستان است که در شهرستان لشنو واقع شده‌است. گمینا وووشاکوویتسه ۱۲۷٫۱۵ کیلومتر مربع مساحت و ۸٬۶۲۷ نفر جمعیت دارد.